# Traubiges Klettengras
Das Traubige Klettengras (Tragus racemosus) ist eine Pflanzenart aus der Gattung der Klettengräser (Tragus) in der Unterfamilie Chloridoideae innerhalb der Familie der Süßgräser (Poaceae). Sie ist in vielen Gebieten der Welt ein Neophyt.

## Beschreibung
Das Traubige Klettengras wächst als einjährige krautige Pflanze und erreicht Wuchshöhen von meist 10 bis 35, selten bis zu 50 cm. Die niederliegenden bis aufsteigenden Halme sind verzweigt und es werden an den Knoten (Nodien) Wurzeln gebildet. Die wechselständig angeordneten Laubblätter sind in Blattscheide und Blattspreite gegliedert. Die Blattscheide ist bauchig aufgeblasen. Das Blatthäutchen (Ligula) als Haarkranz ausgebildet. Die einfache, ledrige Blattspreite ist flach und der Blattrand ist steif behaart.

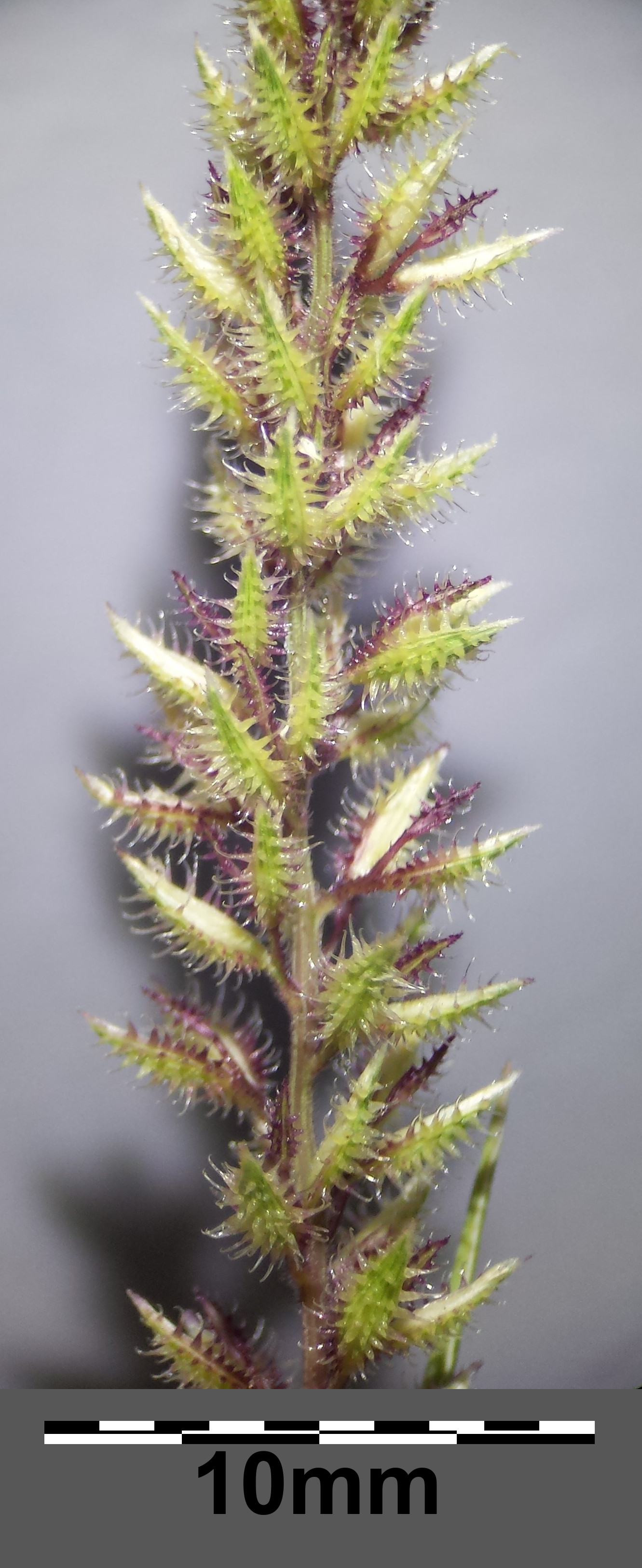
Ährenrispe

In einem zusammengezogenen, ährenförmigen, rispigen Blütenstand stehen drei bis acht 3,5 bis 5,2 mm lang gestielte Ährchen zusammen. Die untere Hüllspelze ist bei einer Länge von 1 mm breit dreieckig und die obere zugespitzt, ledrig, siebennervig mit auffallenden hakigen Stacheln auf den Nerven.
Die Blütezeit ist Juni bis September.
Die Chromosomenzahl beträgt 2n = 40.

## Ökologie
Beim Traubigen Klettengras ist nur ein Teil der Ährchen fruchtbar, aber die anderen dienen der Klettausbreitung (Epichorie). Die Borsten verhaken sich im Fell von Tieren.

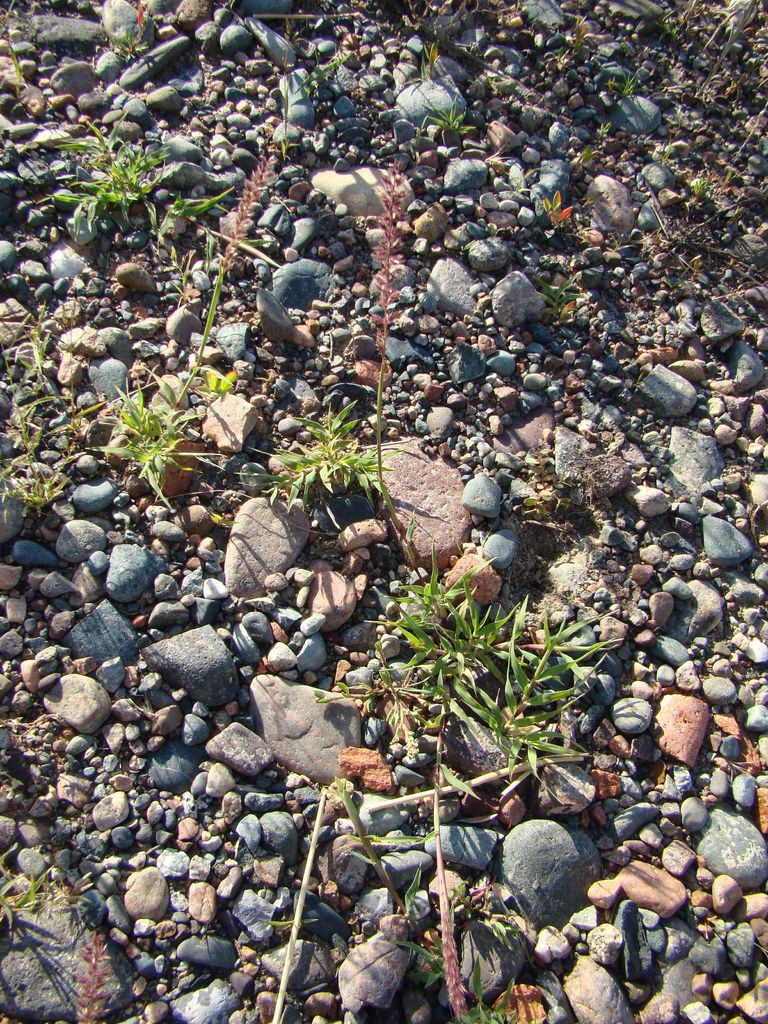
Traubiges Klettengras (Tragus racemosus)

## Vorkommen
Das ursprüngliche Verbreitungsgebiet des Traubigen Klettengrases reicht von Europa bis Zentralasien und vom tropischen und südlichen Afrika bis Pakistan.
Das Traubige Klettengras ist eine subtropische Pflanze, die vielleicht aus der afrikanischen oder vorderindischen Savannenregion stammt. In Europa nordwärts bis zur Bretagne, oberes Rhonetal, Alpensüdrand, Marchfeld; nördlich der Alpen nur stellenweise eingebürgert. Mittelmeergebiet, Mittlerer Osten, Afrika, sonst in wärmeren Gebieten weltweit verschleppt. Man findet es sehr selten in „Unkraut“-beständen vor allem auf Verladebahnhöfen und in Hafenanlagen, über die Wolle umgeschlagen wird. Die reifen Ährchen des Klettengrases bleiben im Fell von Tieren hängen und werden so ausgebreitet. Nach Mitteleuropa wurde das Gras deshalb zumeist mit Wolle beispielsweise ins Rheintal zwischen Karlsruhe und Bingen eingeschleppt. Neuerdings tritt es dort – möglicherweise bedingt durch den Rückgang der Textilindustrie – wesentlich seltener auf.
Das Traubige Klettengras gedeiht auf lockeren, meist sandigen und stets nährsalzreichen, sommerwarmen, humusarmen Boden. Es erträgt zeitweilige Trockenheit. Es wächst in Mitteleuropa in Gesellschaften der Verbände Salsolion, Eragrostion oder Polygonion avicularis. Es kommt in Mitteleuropa nur in niederen Lagen vor und steigt im Eisacktal bei Atzwang bis 400 Meter, in der Umgebung von Bozen bis 500 Meter und im Kanton Wallis bei Siders bis 900 Meter Meereshöhe auf.
Die ökologischen Zeigerwerte nach Landolt & al. 2010 sind in der Schweiz: Feuchtezahl F = 1 (sehr trocken), Lichtzahl L = 5 (sehr hell), Reaktionszahl R = 4 (neutral bis basisch), Temperaturzahl T = 5 (sehr warm-kollin), Nährstoffzahl N = 4 (nährstoffreich), Kontinentalitätszahl K = 3 (subozeanisch bis subkontinental).

## Taxonomie
Das Traubige Klettengras wurde 1753 von Carl von Linné in Species Plantarum Tomus 2, S. 1049 als Cenchrus racemosus erstbeschrieben. Die Art wurde 1785 von Carlo Allioni in Flora Pedemontana sive Enumeratio Methodica Stirpium Indigenarum Pedemontii Band 2, S. 241 als Tragus racemosus (L.) All. in die Gattung Tragus gestellt. Der Gattungsname ehrt einen der Väter der Botanik, Hieronymus Bock (1498–1554), genannt Tragus.